# Stráž nad Nisou (przystanek kolejowy)
Stráž nad Nisou – stacja kolejowa w miejscowości Stráž nad Nisoua, w powiecie Liberec w kraju libereckim, w Czechach. Znajduje się na linii kolejowej 037 Liberec - Zawidów, na wysokości 350 m n.p.m.. 

## Linie kolejowe
- 037: Liberec - Zawidów